# Madatyphlops ocularis
Espèce
Synonymes
- Typhlops ocularis Parker, 1927
- Typhlops albanalis Rendahl, 1918

Statut de conservation UICN

 DD  : Données insuffisantes
Madatyphlops ocularis est une espèce de serpents de la famille des Typhlopidae. 

## Répartition
Cette espèce est endémique de Madagascar.

## Publication originale
- Parker, 1927 : A new Blind snake from Madagascar. Annals and magazine of natural history, sér. 9, vol. 19, p. 379-380.